# Зуев-Ордынец, Михаил Ефимович
Михаи́л Ефи́мович Зу́ев-Орды́нец (19 мая [1 июня] 1900 или 1 июня 1900, Москва — 23 декабря 1967, Караганда) — советский писатель-фантаст, автор исторических и приключенческих произведений.

## Биография
Родился 19 мая (1 июня) 1900 года в Москве. Его отец был кустарём, имевшим сапожную мастерскую. В 1918 году окончил высшее начальное училище, работал служащим на красильной фабрике Хишина, на литейном заводе Ф. Гаккенталя, на военно-промышленном заводе Второва. В августе того же года ушёл добровольцем в Красную Армию, в рядах которой окончил Московскую артиллерийскую школу красных командиров и затем воевал на фронтах до конца Гражданской войны.
В 1924 году демобилизовался, работал начальником уездной милиции в Вышнем Волочке и одновременно сотрудником местной газеты «Наш край»,  публиковался в московских газетах «Беднота» и «Безбожник».
С 1925 года начал печататься в журнале «Резец», с 1927 года — заведующий отделом прозы. В 1925 году в журналах «Всемирный следопыт», «Вокруг света» и других появляются первые приключенческие рассказы Зуева-Ордынца.
Переехал в Ленинград в 1927 году. В 1930 году окончил Ленинградский институт истории искусств.
В 1920—1930-е гг. много путешествовал, написал несколько приключенческих и исторических повестей и романов. Состоял в объединении пролетарских писателей «Кузница».
В 1932 году принят в члены Союза советских писателей.
В ночь с 9 на 10 апреля 1937 года арестован как «англо-финский разведчик» (проходил по одному делу с Сергеем Колбасьевым). Содержался в общей камере следственной тюрьмы НКВД на бывшей Шпалерной улице («Шпалерка»), где встретился с известным литературоведом, заслуженным деятелем искусств РСФСР А.И. Пиотровским. В начале мая был вызван на первый допрос следователем Лещенко. За отказ назвать автора и слушателей антисталинского стихотворения, записанного в своем дневнике в 1932 году, был избит. В августе получил требование подписать протокол с обвинением в контрреволюционной деятельности.
В ноябре 1937 года переведён в пересыльную тюрьму, где в последний раз встретился с другом — поэтом Б. П. Корниловым, расстрелянным в 1938 году. Начал понимать, что следствие пыталось сфабриковать дело о контрреволюционной организации писателей Ленинграда. В декабре прибыл в лагерь на станцию Тайшет. При входе в лагерь объявлено решение особой тройки УНКВД (10 лет ИТЛ за контрреволюционную агитацию, без обжалования) и сообщён номер личного дела, заменивший заключенному фамилию, имя и отчество. В Тайшетлаге заболел туберкулёзом, работая на лесозаготовках.
2 марта 1940 года был переведен в Карлаг. В 1940-х гг. вёл в лагере дневниковые записи, которые 5 раз уничтожались в первые годы войны, когда лагерный режим был крайне ужесточен.
М. Е. Зуев-Ордынец провёл 19 лет в отделениях Карлага (Карабас, Чурубай-Нура, Батык, Долинка), в течение этого времени ему запрещалось писать. Годам заключения посвящена автобиографическая повесть «Дело №179888», написанная в 1963—1964 гг.
После освобождения 21 июня 1950 года жил в поселке Актас под гласным надзором. В 1956 году определением Военного трибунала Ленинградского военного округа постановление особой тройки УНКВД от 25 октября 1937 года в отношении Зуева-Ордынца М.Е. отменено, дело прекращено за отсутствием в его действиях состава преступления, писатель был реабилитирован, восстановлен в правах. 31 октября 1956 года постановлением секретариата Союза писателей СССР М.Е.Зуеву-Ордынцу выдано пособие в размере трех тысяч рублей.
По поводу реабилитации он горько написал в своем дневнике:
Не дорого ценит наша власть наши страдания. Как говорится — дешево отделывается.
Был удостоен медали «За освоение целинных земель» за повесть «Вторая весна».
После реабилитации писатель снова побывал в Ленинграде и Москве. По путевке Литфонда отдыхал в Доме творчества писателей в Переделкино, где встретился с Корнеем Ивановичем Чуковским.
В апреле 1965 года благодаря хлопотам жены переехал в Караганду, проживал по адресу: бульвар Мира, д. 31. Писал приключенческие повести и рассказы, исторические романы, книги о современности.
Всего М. Е. Зуев-Ордынец написал 19 книг, большое количество рассказов, повестей. Его работы публиковались в журналах и альманахах «Сибирские огни», «Советский Казахстан», «Наш современник», «Уральский следопыт». Дневник писателя за 1955–1967 годы хранится в государственном архиве Карагандинской области (фонд 1954, опись 1, дело 74).
Умер 23 декабря 1967 года в Караганде.

## Семья
- Первая супруга (с 1927 по (?) — Зуева Минна Натановна, звукомонтажница «Союзтехфильма».
- Вторая супруга (с (?) по 1967) — Регина Валерьевна Зуева-Ордынец (Завадская) (1.01.1909 — после 1987), внучка российского вице-адмирала А.Н.Скаловского. Была репрессирована по 58-й статье, отбывала срок в Карлаге. После Карлага жила в Актасе, где работала бухгалтером в шахтостроительном управлении. Реабилитирована в 1956 году.

## Память
Именем М. Е. Зуева-Ордынца названа улица в Караганде.

## Сочинения
- Властелин звуков. (1926)
- Возмутители (1928)
- Жёлтый тайфун. Повесть. Ленинград, 1928
- Каменный пояс. Очерки. Ленинград, 1928
- Гул пустыни. М.-Л., Молодая гвардия, 1930
- Панургово стадо. (1929)
- Сказание о граде Ново-Китеже. Ленинград, (1930, испр. 1967)
- Клад Чёрной Пустыни. Москва, 1933
- Крушение экзотики. Ленинград, 1933
- Хлопушин поиск. Челябинск, 1937
- Вторая весна. Москва, 1959
- Последний год. Калининград 1961,
- Вызывайте 5… 5… 5… Рассказы. Москва, 1961
- Осадочная порода. Рассказ. Новосибирск, 1963
- Остров Потопленных Кораблей. Алма-Ата, 1963
- Вторая весна. М., Советский писатель, 1959
- Теремок дедушки Корнея. Очерк. газета "Индустриальная Караганда" 20 сентября 1963 года, журнал "Уральский следопыт" (№ 9 за – 1964 год).
- Дело № 179888 (автобиографическая повесть) // «Дело №…» Летопись горького времени : Повести, рассказы, очерки и стихи. – Алма-Ата : Жазуши, 1989. – С. 95–125.
- Хлопушин поиск. Царский куриоз. Повести. Алма-Ата, 1966
- Хлопушин поиск. Пермь, 1966
- Последний год. Новосибирск, 1966
- Царский куриоз. Пермь, 1967
- Бунт на борту. Рассказы. Пермь, 1968
- Свинцовый залп, Пермь, 1969